# باشگاه ورزشی گویانیا
باشگاه ورزشی گویانیا (پرتغالی: Goiânia Esporte Clube) یک باشگاه فوتبال برزیلی است که در شهر گویانیا در ایالت گوییاس تاسیس شده است. این باشگاه که در سال ۱۹۳۸ افتتاح شده است، سابقه ۱۴ بار قهرمانی در لیگ گویانو را در کارنامه خود دارد.